# Harpalus parvulus
Harpalus parvulus es una especie de escarabajo del género Harpalus, familia Carabidae. Fue descrita científicamente por Dejean en 1829.
Habita en Zimbabue y Sudáfrica.